# Carpococcyx renauldi
Carpococcyx renauldi е вид птица от семейство Cuculidae.

## Разпространение
Видът е разпространен във Виетнам, Камбоджа, Лаос и Тайланд.